# Bernard Malkmus

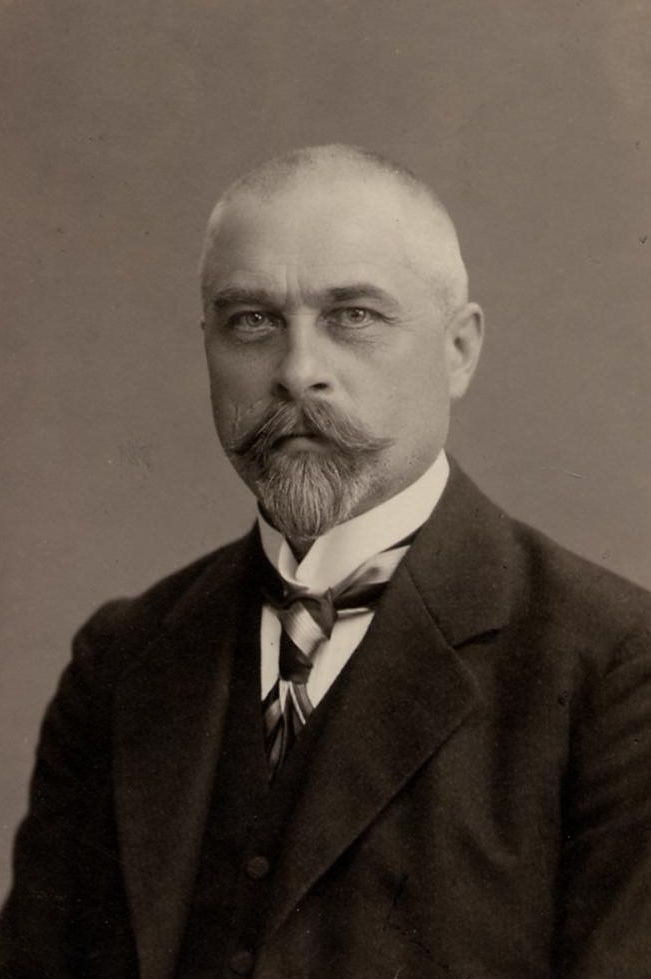
Bernard Malkmus

Bernard Malkmus (* 20. November 1859 in Hünfeld; † 25. August 1925) war ein deutscher Veterinärmediziner und Hochschullehrer in Hannover.

## Leben
Als Sohn eines Metzgermeisters besuchte er das  humanistische Gymnasiums in Fulda und studierte von 1878 bis 1880 in München, dann in Hannover Veterinärmedizin. Dort bestand  er am 30. März 1882 die Fachprüfung mit der Note „gut“. Malkmus war Mitglied des RSC-Corps Normannia Hannover.

### Ostpreußen
Nachdem er seiner Militärpflicht nachgekommen war, arbeitete er ab 1883 als praktischer Tierarzt und nach Ablegung des Kreistierarztexamens bis Ostern 1886 als Kreistierarzt in Heydekrug in Ostpreußen. Anschließend war er bis Ostern 1888 Repetent an der Medizinischen Pferdeklinik in Berlin bei Wilhelm Dieckerhoff. Vom 1. Januar 1888 bis 1. April 1895 war Malkmus als Kreistierarzt in Guben und dann als Kreis- und Departementstierarzt in Gumbinnen tätig.
Im Mai 1886 heiratete Malkmus Luise Gruber aus Kassel, die im Frühjahr 1888 verstarb. Im Januar 1890 heiratete er ihre Schwester Augusta Gruber. Die beiden hatten vier Söhne.

### Hannover
Eine Königliche Order vom 20. Juli 1887 erhob die damalige Tierarzneischule zur Tierärztlichen Hochschule Hannover. Nachdem 1895/96 eine achte ordentliche Lehrerstelle geschaffen worden war, wurde Bernard Malkmus auf einstimmigen Beschluss des Lehrerkollegiums zum 1. Mai 1895 (zunächst kommissarisch) als Lehrer für Chirurgie und Leiter der Spitalklinik für kleine Haustiere berufen. Da der Leiter der Großtierklinik (Augustin Lustig) erkrankte, übernahm er auch dessen Tätigkeitsbereich.
1896 zum Professor ernannt, übernahm Malkmus am 11. August 1896 die Leitung der Spitalklinik für Großtiere.
Mit dem Umzug der Hochschule an den Misburger (heute Bischofsholer) Damm im Herbst 1899 wurde die Klinik für Großtiere in eine Abteilung für Innere und eine für Äußere Krankheiten getrennt. Malkmus behielt die Leitung der Medizinischen und Forensischen Klinik und die Vorlesungen über Spezielle Pathologie und Therapie sowie Gerichtliche Tierheilkunde. Auf dem Gebiet der Diagnostik und Forensik, die eine umfangreiche Gutachtertätigkeit einschloss, war Malkmus eine Autorität.
Bernard Malkmus war von 1913 bis 1915 der erste gewählte Rektor der Tierärztlichen Hochschule Hannover. Er konnte zunächst nur  wenig für den Ausbau der Hochschule bewirken, weil im August 1914 der Erste Weltkrieg ausbrach und er als Korpsveterinär eingezogen wurde. Malkmus kehrte erst am 7. April 1917 nach Hannover zurück.
Mit seiner Abschiedsvorlesung am 4. März 1925 wurde er zum 1. April 1925 emeritiert.
Er starb am 25. August 1925 auf der Jagd.

## Ehrungen
Malkmus war Dr. phil. der Universität Erlangen, Dr. med. vet. der Tierärztlichen Hochschule Hannover (1910), Dr. med. vet. h. c. der Universität Bern (1925) und Ehrenbürger der Tierärztlichen Hochschule Hannover (1925).